# Black Hawk Down
Black Hawk Down är en amerikansk-brittisk historisk krigsfilm från 2001, regisserad av Ridley Scott och baserad på boken med samma namn av Mark Bowden. Filmen skildrar slaget om Mogadishu som var en del av USA:s militära kampanj 1993 för att tillfångata krigsherren Mohammed Farah Aidid. I filmen ses flera kända skådespelare, bland andra Josh Hartnett, Ewan McGregor, Tom Sizemore, Eric Bana, Ewen Bremner, William Fichtner, Sam Shepard och Orlando Bloom. Flera av dem hade även tidigare arbetat tillsammans med producenten Jerry Bruckheimer i filmen Pearl Harbor. Black Hawk Down vann två Oscar för bästa ljud och bästa klippning på Oscarsgalan 2002. Filmen nominerades även för bästa regi och bästa foto. Den hade en begränsad premiär den 28 december 2001 i USA och den 1 februari 2002 i Sverige på Göteborgs filmfestival.

## Handling
En specialstyrka bestående av amerikanska soldater från Delta Force, Army Rangers och Special Operations Aviation Regiment försöker att tillfångata två av Mohammed Farah Aidids högre befälhavare under en räd i området kring Bakaara Market i Mogadishu, Somalia. Uppdraget leds av generalmajor William Garrison och skulle inte ta längre än en timme. Delta Force-soldaterna griper fångarna framgångsrikt men den somaliska milisen, beväpnad med raketgevär, lyckas skjuta ned två UH-60 Black Hawk-helikoptrar vilket resulterar i ett räddningsuppdrag som tar mer än 15 timmar.

## Rollista (i urval)

### 75th Rangers
- Josh Hartnett – Sergeant Matt Eversmann
- Ewan McGregor – Menig John "Grimesey" Grimes
- Tom Sizemore – Överstelöjtnant Danny McKnight
- Ewen Bremner – Menig Shawn Nelson
- Gabriel Casseus – Menig Mike Kurth
- Hugh Dancy – Förste sergeant Kurt "Doc" Schmid
- Ioan Gruffudd – Löjtnant John Beales
- Tom Guiry – Sergeant Ed Yurek
- Charlie Hofheimer – Korpral Jamie Smith
- Danny Hoch – Sergeant Dominick Pilla
- Jason Isaacs – Kapten Mike Steele
- Brendan Sexton III – Menig Richard "Alphabet" Kowalewski
- Brian Van Holt – Sergeant Jeff Struecker
- Ian Virgo – Menig John Waddell
- Tom Hardy – Menig Lance Twombly
- Gregory Sporleder – Sergeant Scott Galentine
- Carmine Giovinazzo – Sergeant Mike Goodale
- Chris Beetem – Sergeant Casey Joyce
- Tac Fitzgerald – Sergeant Brad Thomas
- Matthew Marsden – Menig Dale Sizemore
- Orlando Bloom – Menig Todd Blackburn
- Kent Linville – Menig Clay Othik
- Enrique Murciano – Sergeant Lorenzo Ruiz
- Michael Roof – Menig John Maddox

### Delta Force
- Eric Bana – Förste sergeant Norm "Hoot" Gibson
- William Fichtner – Förste sergeant Jeff Sanderson[6]
- Sam Shepard – Generalmajor William F. Garrison
- Kim Coates – Fanjunkare Tim "Griz" Martin
- Željko Ivanek – Överstelöjtnant Gary Harrell
- Johnny Strong – Förste sergeant Randy Shughart
- Richard Tyson – Sergeant Daniel Busch
- Nikolaj Coster-Waldau – Fanjunkare Gary Gordon
- Steven Ford – Överstelöjtnant Joe Cribbs

### 160th SOAR – Night Stalkers
- Ron Eldard – Chefsergeant Michael Durant
- Glenn Morshower – Överstelöjtnant Tom Matthews
- Jeremy Piven – Chefsergeant Clifton "Elvis" Wolcott
- Boyd Kestner – Chefsergeant Mike Goffena

### Övriga roller
- George Harris – Osman Atto
- Razaaq Adoti – Yousuf Dahir Mo'alim
- Treva Etienne – Firimbi
- Abdibashir Mohamed Hersi – Somalisk spion
- Ty Burrell – United States Air Force Pararescue Timothy A. Wilkinson